# Stopplaats Besoijensche Steeg

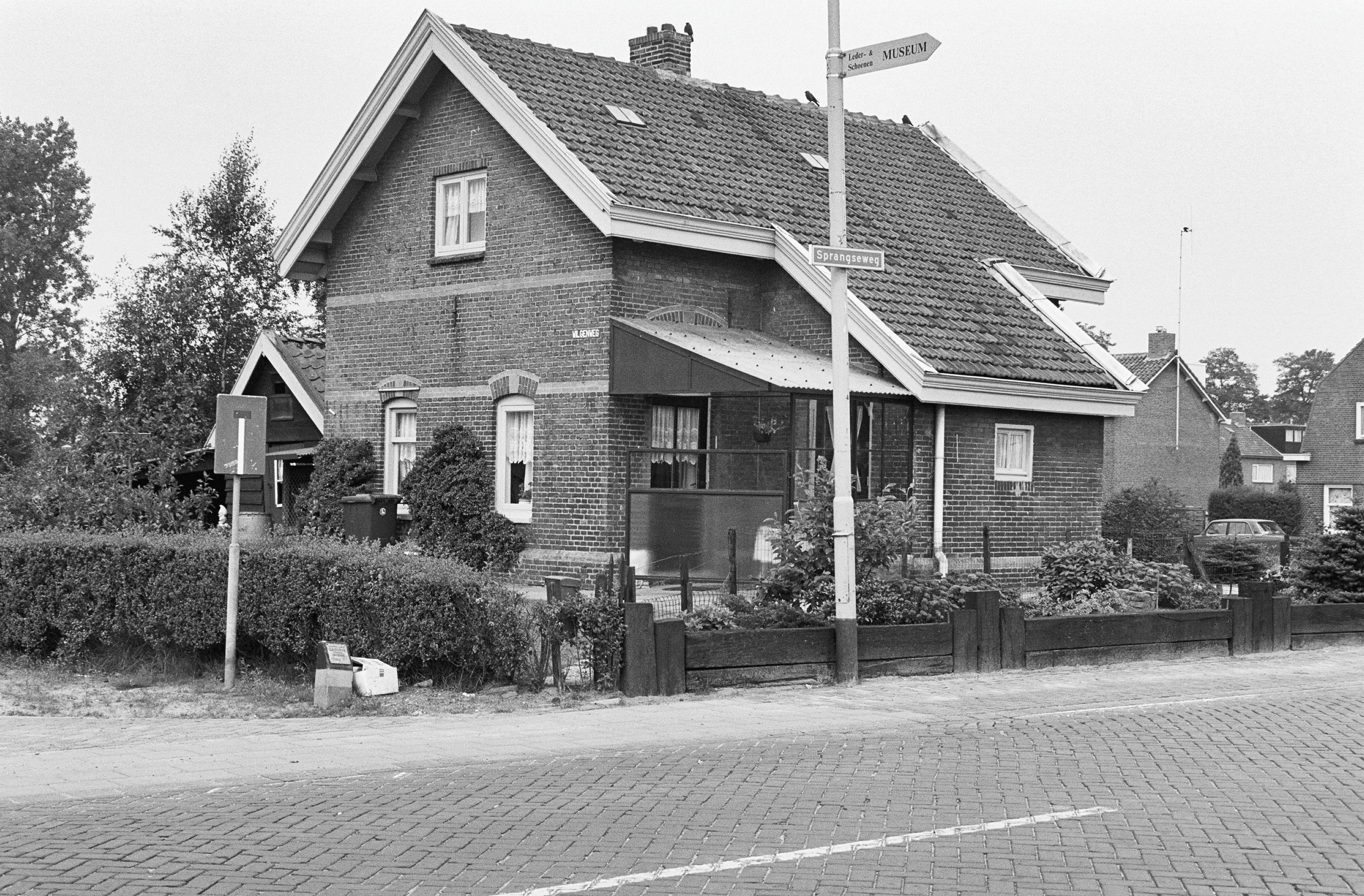
Exterieur van het gebouw.

Besoijensche Steeg (Bst) is een stopplaats aan de voormalige Langstraatspoorlijn tussen Lage Zwaluwe en 's-Hertogenbosch. Tevens was het een halte van de opgeheven tramlijn Tilburg - Waalwijk.
De stopplaats was in gebruik van 1 november 1886 tot 15 november 1930. De wachterswoning uit 1880 bestaat nog steeds en fungeert als woonhuis. Het ligt bij het kruispunt Sprangseweg met de Wilgenweg. De Besoijensche Steeg bestaat inmiddels niet meer. Echter ligt verderop wel de Besoyensestraat.